# Hard Love and How to Fuck in High Heels
Pour plus de détails, voir Fiche technique et Distribution.
Hard Love and How to Fuck in High Heels est un vidéofilm pornographique réalisé par  en 2000. Il est considéré comme la plus grande percée de la pornographie lesbienne dans l'industrie pornographique indépendante.

## Fiche technique
- Titre : Hard Love and How to Fuck in High Heels
- Réalisatrices :  Shar Rednour, Jackie Strano
- Scénario :  Shar Rednour, Jackie Strano
- Langue : Anglais
- Pays :  États-Unis
- Format : Couleur
- Durée : 92 min
- Genre : Adulte
- Distributeur : S.I.R. Video Productions
- Lieu de tournage :
- Date de sortie : 2000

## Distribution
- C.C. Belle
- Jamie Ben-Azay
- Tina D'Elia
- Chester Drawers
- Arty Fischel
- Johnny Fremont
- Nicole Katler
- Lady Lite
- Shar Rednour
- Stephanie Rosenbaum
- Veronica Savage
- Edrie Schade
- Jackie Strano
- Josephine X

## Récompenses
- AVN Award 2001 : meilleur film exclusivement féminin[2]